# Cabo Silleiro
El cabo Silleiro es un cabo situado en España, en la comunidad autónoma de Galicia, en el municipio de Bayona (provincia de Pontevedra). Forma parte de la costa atlántica española, marcando el punto de entrada a la ría de Bayona por el sur.

## Faro
El faro de Cabo Silleiro, construido en 1866, tiene una altura de 9 metros sobre el terreno y 85 metros sobre el nivel del mar, con un alcance de 30 millas náuticas.

## Instalaciones militares

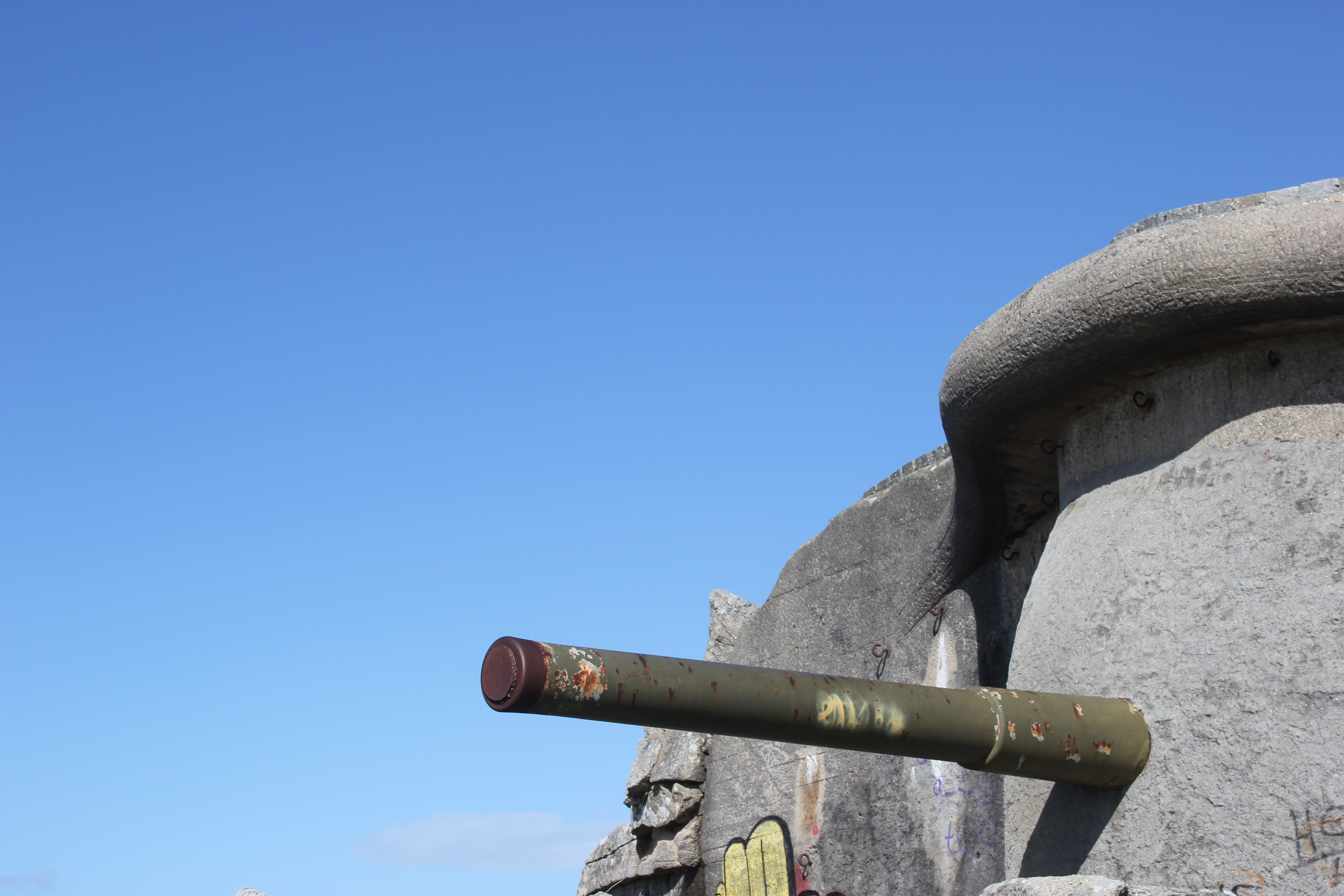
Cañón de una de las cuatro piezas de artillaría Vickers.

Durante los años 1940 se construyó en esta zona una batería de artillería costera, con el propósito de proteger el puerto de Vigo. Estas instalaciones fueron abandonadas en los años 1980 y en 1998 fue eliminado el perímetro de seguridad.